# Tessera hospitalis
Tessera hospitalis (лат. знак гостинності) — матеріальне утілення hospitium, тобто договору про гостинність, який міг бути укладеним між окремими особами, родами, містами або політичними одиницями. 
Зазвичай це невеликі шматочки бронзи, рідше слонової кістки у вигляді тварин, стиснутих рук або геометричних фігур. Вони засвідчували формальне укладення угоди та могли використовуватись для взаємного розпізнавання; містили короткий напис, який згадує одну або обидві сторони, що беруть участь в угоді, хоча також є приклади, які не мають жодних написів. В окремих випадках tessera розламувалася навпіл, щоб кожна зі сторін зберігала частину як доказ зв’язку.

## Правовий і символічний контекст
Гостинність у Римі не виявлялася так нерозбірливо, як у грецьку героїчну епоху, але звичай дотримуватися законів гостинності, ймовірно, був спільним для всіх народів Італії. .
Hospitium publicum (лат. публічна гостинність), ймовірно, відігравала ключову роль у V–IV століттях до р. х. в інтеграції латинських громад і сусідніх міст, таких як Цере, через угоди, які пропонували взаємну можливість отримання громадянства. Зокрема, перша пряма згадка про встановлення публічної гостинності між Римом та іншим містом з’являється після відходу галлів із Риму, коли було ухвалено рішення про те, що за свої заслуги Цере має бути винагороджене встановленням публічної гостинності. Іноді честь публічної гостинності також надавалася видатному римлянину іноземною державою. Крім цього, hospitium publicum також міг доповнювати політичний союз; наприклад, Цезар зазначає, що плем’я єдуїв користувалося гостинністю і дружбою римського народу.
Одним зі способів формалізації стосунків була передача стиснутих правих рук як знак/символ гостинності. Наприклад, плем’я лінгонів (найбільш ймовірно кельтського походження), на знак гостинності передавали легіонам, що знаходилися поруч, стиснуті праві руки. Тацит чітко вказує, що це була усталена лінгонська практика. У цьому випадку, очевидно, йдеться саме про hospitium publicum.

## Значення, форми та ритуали
У республіканський період вислів tessera hospitalis спеціально вживався для найменування невеликих предметів, які позначали сторони угоди про hospitium. ЇЇ можна розглядати як римський еквівалент грецької ξενία, з якою попри схожість, вони відрізнялися — наприклад, за hospitium могло передбачатися надання римського громадянства.
На міжособистісному рівні ця система добре задокументована насамперед у республіканський період завдяки комедіям Плавта, зокрема «Поенулу» та працям Цицерона. Особливий інтерес становлять «Веррини», у яких детально описуються дружні зв’язки, що об’єднували римську сенаторську аристократію з головними сановниками сицилійських міст.
У творі Плавта, «Цистелларія» вживається вислів confringere tesseram (лат. «розбити тессера»). Як зазначає Моммзен, найімовірніше, цей вислів стосувався звичаю, який ідентифікував сторони угоди про гостинність. На його думку, цілком ймовірно, що розривання tessera у випадку припинення відносин, запобігали їхньому використанню надалі, хоча у деяких випадках скасування гостинності мало супроводжуватися формальною заявою. Tessera також могла навмисно складатися з частин, що з'єднувалися між собою, щоб обидві сторони могли впізнати одна одну надалі.
Варто визнати, що інтенсивність стосунків значно варіювалася, але саме існування tessera є важливим нагадуванням про тогочасні зобов’язання та формальні домовленості. Ба більше, як за формою, так і за змістом ці документи вказують на добре розроблений ритуал. Ритуальні засоби, обмін подарунками та жетонами — усе це було частиною процесу.

## Типологія й еволюція
У пізній Республіці та ранньому Принципаті більш поширеним було використання металевих tessera. Ці предмети, більшість з яких знайдено в районах, що знаходилися на римському кордоні, іноді мають форму тварин, наприклад, свині -  ймовірно, на згадку про тварину, забиту в рамках ритуалу, що підтверджував відносини.

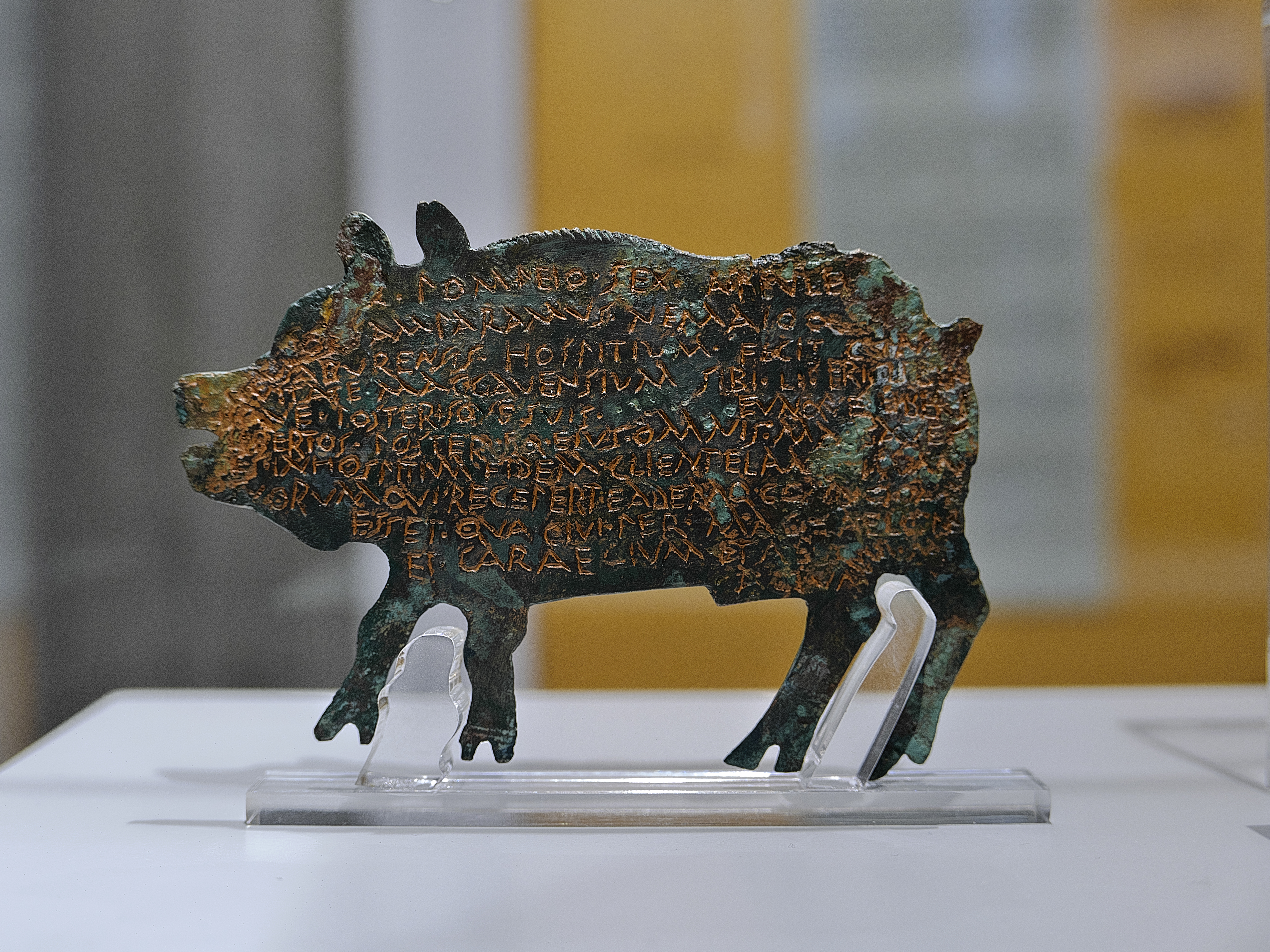
Tessera з міста Еррера-де-Пісуерга

Пізніші бронзові таблички, як правило, мають п'ятикутну або квадратичну форму. Попри те, що існує багато варіацій, усі вони фіксують принаймні імена господарів, їхній намір формалізувати стосунки, а також намір, щоб ці стосунки продовжувалися і в майбутніх поколіннях. Слід також зазначити, що ідентичну форму, зімкнуті руки, можна знайти на бронзових tesserae, тобто там, де латинська мова не вживається.
Одна з граней зазвичай була пласкою, щоб два жетони, які належали до однієї угоди, можна було зіставити один з одним. У більшості випадків плаский бік використовувався також для написання короткого тексту, який здебільшого містив назву однієї або обох сторін, про що не згадує жодне з літературних джерел і що засвідчують лише самі написи.
Наразі відомо щонайменше 64 предмети, які можна ідентифікувати як tesserae hospitales. Всі вони походять із Західного Середземномор'я, переважно з Італії та насамперед Іспанії. Є також різні приклади з Тунісу, Сицилії та півдня Франції. Більшість з них містять короткі написи етруською, латинською, грецькою або кельтською мовами. Вони мають низку спільних рис, які надають їм чіткої родинної схожості поза географічними, культурними чи мовними кордонами.
Найдавніші tesserae - етруські, які зазвичай датуються VI століттям до р. х, а найновіші - епохою Августа. Латинські зразки з Італії датуються приблизно III - поч. II століттям до р. х., за винятком одного, який, ймовірно, датується серединою другого століття до р. х. Більшість зразків з Іспанії, включаючи всі кельтські та анепіграфічні, а також більшість латинських, можуть бути датовані між серединою II століття та серединою I століття до р. х. 
Вісім з них містять тексти етруською мовою, дві - грецькою, одинадцять - латинською, 33 - кельтською, тобто написані як палеоіспанським письмом, так і латинським алфавітом, тоді як десять творів, усі з Іспанії, є анепіграфічними.
Посилання Плінія Старшого, Статія і Тацита підтверджують археологічні дані, а саме, що hospitium продовжували ініціювати у досить традиційний спосіб навіть у II столітті нашої ери. 